# 藍安迪麗魚
藍安迪麗魚，又稱藍寶麗魚、美寶麗魚、藍玉鯛，為輻鰭魚綱䲁形目麗魚科安迪麗魚屬的其中一種。

## 分布
本魚原分布於中、南美洲包括哥倫比亞、委內瑞拉、千里達的淡水溪流中。另外也引進印尼及澳洲。

## 特徵
本魚具有數道黑色直條紋穿過魚體，這些條紋常和一道起始於眼後至尾柄的水平黑條紋相連接。體粗壯且呈橄欖綠色。雄魚在繁殖期體色會變成藍色，每片魚麟中心的金屬藍色，使魚看起來特別光亮。頭部有藍色斑紋，尤其是在眼睛下方和鰓蓋上最為明顯。雄魚背鰭和臀鰭鰭條延伸呈絲狀。體長約在16公分。

## 生態
本魚棲息在帶混濁的靜水或清澈的開放水域，肉食性，以昆蟲、甲殼類、蠕蟲等為食。雄魚體型較雌魚大，繁殖時，雌魚在洞穴中產卵，此時，親魚會守護卵，常成對出現。

## 經濟利用
為色彩鮮豔的觀賞魚，飼養時以寬約100公分的水族箱為宜。在當地也作為食用魚，另外也被用來控制蚊蟲的數量。